# Croissanville
Croissanville és un municipi francès situat al departament de Calvados i a la regió de Normandia. L'any 2007 tenia 435 habitants.

## Demografia

### Població
El 2007 la població de fet de Croissanville era de 435 persones. Hi havia 160 famílies de les quals 28 eren unipersonals (4 homes vivint sols i 24 dones vivint soles), 56 parelles sense fills, 64 parelles amb fills i 12 famílies monoparentals amb fills.
La població ha evolucionat segons el següent gràfic:
Habitants censats

### Habitatges
El 2007 hi havia 177 habitatges, 162 eren l'habitatge principal de la família, 10 eren segones residències i 5 estaven desocupats. 168 eren cases i 8 eren apartaments. Dels 162 habitatges principals, 133 estaven ocupats pels seus propietaris, 24 estaven llogats i ocupats pels llogaters i 5 estaven cedits a títol gratuït; 8 tenien dues cambres, 24 en tenien tres, 40 en tenien quatre i 90 en tenien cinc o més. 120 habitatges disposaven pel capbaix d'una plaça de pàrquing. A 66 habitatges hi havia un automòbil i a 85 n'hi havia dos o més.

### Piràmide de població
La piràmide de població per edats i sexe el 2009 era:
| Homes | Edats   | Dones |
| ----- | ------- | ----- |
| 0     | 95 o +  | 0     |
| 0     | 90 a 94 | 0     |
| 4     | 85 a 89 | 0     |
| 0     | 80 a 84 | 8     |
| 8     | 75 a 79 | 4     |
| 4     | 70 a 74 | 12    |
| 0     | 65 a 69 | 4     |
| 8     | 60 a 64 | 8     |
| 20    | 55 a 59 | 4     |
| 8     | 50 a 54 | 8     |
| 8     | 45 a 49 | 8     |
| 8     | 40 a 44 | 12    |
| 8     | 35 a 39 | 16    |
| 32    | 30 a 34 | 16    |
| 4     | 25 a 29 | 4     |
| 20    | 20 a 24 | 0     |
| 8     | 15 a 19 | 20    |
| 12    | 10 a 14 | 12    |
| 24    | 5 a 9   | 4     |
| 4     | 0 a 4   | 16    |

## Economia
El 2007 la població en edat de treballar era de 293 persones, 228 eren actives i 65 eren inactives. De les 228 persones actives 210 estaven ocupades (108 homes i 102 dones) i 18 estaven aturades (10 homes i 8 dones). De les 65 persones inactives 24 estaven jubilades, 22 estaven estudiant i 19 estaven classificades com a «altres inactius».

### Ingressos
El 2009 a Croissanville hi havia 162 unitats fiscals que integraven 409 persones, la mediana anual d'ingressos fiscals per persona era de 17.275 €.

### Activitats econòmiques
Dels 16 establiments que hi havia el 2007, 1 era d'una empresa de fabricació d'altres productes industrials, 3 d'empreses de construcció, 5 d'empreses de comerç i reparació d'automòbils, 1 d'una empresa de transport, 1 d'una empresa d'hostatgeria i restauració, 1 d'una empresa d'informació i comunicació, 1 d'una empresa financera, 2 d'empreses de serveis i 1 d'una entitat de l'administració pública.
Dels 4 establiments de servei als particulars que hi havia el 2009, 1 era una oficina de correu, 1 paleta i 2 fusteries.
L'únic establiment comercial que hi havia el 2009 era una botiga d'equipament de la llar.
L'any 2000 a Croissanville hi havia 7 explotacions agrícoles.

## Equipaments sanitaris i escolars
El 2009 hi havia una escola elemental integrada dins d'un grup escolar amb les comunes properes formant una escola dispersa.

## Poblacions més properes
El següent diagrama mostra les poblacions més properes.